# 迈林克顾问城
迈林克顾问城是巴西巴拉那州的一个市镇。总面积193平方公里，总人口3681人，人口密度19.1人/平方公里。